# Jaromír Hudec
Jaromír Hudec (* 14. Dezember 1936 in Louka u Litvínova, Tschechoslowakei; † 30. August 2024 in Hamm) war ein tschechischer Eishockeyspieler und -trainer, der in Deutschland für den VfL Bad Nauheim in der Bundesliga und den EC Deilinghofen in der Oberliga aktiv war, den Großteil seiner Karriere aber in der 1. Liga in der Tschechoslowakei verbrachte.

## Karriere
Jaromír Hudec begann beim HC Litvínov mit dem Eishockeyspielen und gehörte in der Saison 1959/60 auch zur ersten Erstliga-Mannschaft des Vereins. Neun Jahre lang lief er für seinen Heimatverein auf, ehe er als einer der ersten Tschechoslowaken seine Karriere im Ausland fortsetzte. Zunächst spielte er ein Jahr lang für den VfL Bad Nauheim in der Bundesliga. Anschließend wurde er die erste ausländische Verpflichtung des EC Deilinghofen (ECD) aus der Oberliga, wo er mit 22 Toren in 24 Spielen einer der erfolgreichsten Stürmer wurde. Nachdem er in der Saison 1970/71 noch einmal 14 Partien für TJ Litvínov absolviert hatte, beendete er seine Profikarriere, spielte aber noch einige Jahre im Amateurbereich. Für seinen Heimatverein erzielte er 88 Tore in insgesamt 279 Spielen.

### Trainerlaufbahn
Als Trainer kehrte Hudec nach Deutschland zurück. Ende April 1979 stand er erstmals bei der ESG Kassel hinter der Bande, entschied sich kurz vor Beginn der Folgesaison aber doch für ein Engagement beim inzwischen in ECD Iserlohn umbenannten Verein, für den er schon als Spieler aktiv war. Zur Spielzeit 1980/81 wurde er dann doch Cheftrainer in Kassel, allerdings schon ein halbes Jahr später wieder entlassen. Hudec kehrte zum ECD zurück, wo er bis 1988 als Nachwuchstrainer arbeitete. Anfang der 1990er Jahre war er in derselben Funktion beim Mannheimer ERC tätig.
Hudec lebte viele Jahre in Bad Berleburg und zuletzt in Bockum-Hövel.

## Karrierestatistik
(Legende zur Spielerstatistik: Sp oder GP = absolvierte Spiele; T oder G = erzielte Tore; V oder A = erzielte Assists; Pkt oder Pts = erzielte Scorerpunkte; SM oder PIM = erhaltene Strafminuten; +/− = Plus/Minus-Bilanz; PP = erzielte Überzahltore; SH = erzielte Unterzahltore; GW = erzielte Siegtore; 1 Play-downs/Relegation; Kursiv: Statistik nicht vollständig)